# Escala BBCH

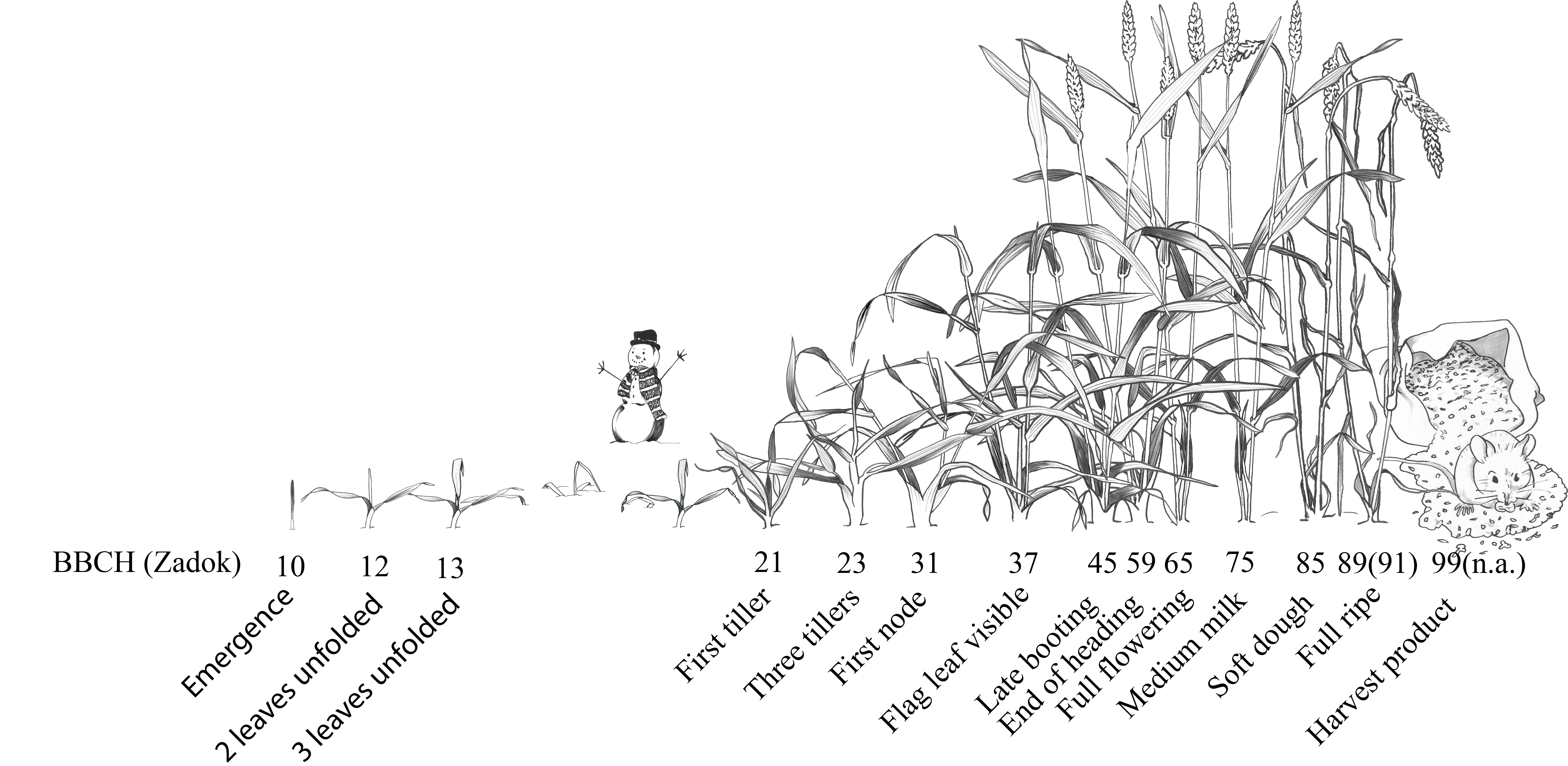
Escala BBCH del trigo.

La escala BBCH se utiliza para identificar las etapas de desarrollo fenológico de las plantas. Se han desarrollado escalas BBCH para diferentes especies de cultivo donde etapas de crecimiento similares de cada planta reciben el mismo código.
Las etapas de desarrollo fenológico de las plantas se utilizan en varias disciplinas científicas (fisiología de cultivos, fitopatología, entomología y fitomejoramiento) y en la industria agrícola (evaluación de riesgos y momento de aplicación de los plaguicidas, seguros de cosecha). La escala BBCH utiliza un sistema de código decimal, que se divide en etapas de crecimiento principales y secundarias, y está basado en el sistema de código de cereales (escala de Zadoks) desarrollado por el fitopatólogo Zadoks.
La abreviatura BBCH deriva de los nombres de las siglas en alemán originalmente participantes: "Biologische Bundesanstalt, Bundessortenamt und CHemische Industrie" (Instituto Federal de Biología, Oficina Federal de Variedades Vegetales e industria química). A veces se dice que BBCH representa extraoficialmente a las cuatro empresas que inicialmente patrocinaron su desarrollo: Bayer, BASF, Ciba-Geigy y Hoechst.

## Principios básicos
La escala BBCH proporciona un marco para desarrollar escalas en cultivos individuales.
- Etapas de crecimiento similares de cada especie vegetal reciben el mismo código BBCH.
- Cada código tiene una descripción y para las etapas de crecimiento importantes se incluyen dibujos adicionales.
- El primer dígito de la escala se refiere a la etapa de crecimiento principal.
- El segundo dígito se refiere a la etapa de crecimiento secundario que se corresponde con un número ordinal o valor porcentual.
- El tratamiento posterior a la cosecha o al almacenamiento se codifica como 99.
- El tratamiento de semillas antes de la siembra se codifica como 00.

## Principales etapas de crecimiento
- 0: Germinación, brotación, desarrollo de yemas.
- 1: Desarrollo de la hoja.
- 2: Formación de brotes laterales, macollamiento.
- 3: Elongación del tallo o crecimiento de rosetas, desarrollo de brotes.
- 4: Desarrollo de partes vegetativas cosechables.
- 5: Emergencia de la inflorescencia, espigado.
- 6: Floración.
- 7: Desarrollo del fruto.
- 8: Maduración o madurez de frutos y semillas.
- 9: Senescencia, comienzo de la latencia.